# Rocky Linux
Rocky Linux — дистрибутив Linux, разработанный Rocky Enterprise Software Foundation. Предполагается, что это будет полный бинарно-совместимый выпуск, использующий исходный код операционной системы Red Hat Enterprise Linux (RHEL). Цель проекта — предоставить корпоративную операционную систему производственного уровня, поддерживаемую сообществом. Rocky Linux, наряду с Red Hat Enterprise Linux и SUSE Linux Enterprise, стала популярной для использования в корпоративных операционных системах.
Первая версия-кандидат на выпуск Rocky Linux была выпущена 30 апреля 2021 г., а ее первая общедоступная версия была выпущена 21 июня 2021 г. Rocky Linux 8 будет поддерживаться до мая 2029 г.

## История
8 декабря 2020 г. Red Hat объявила о прекращении разработки CentOS, которая была готовой к производству нисходящей версией Red Hat Enterprise Linux , в пользу более нового варианта разработки этой операционной системы, известного как «CentOS Stream».  В ответ первоначальный основатель CentOS Грегори Курцер объявил, что он снова начнет проект для достижения первоначальных целей CentOS.  Его название было выбрано в честь одного из первых соучредителей CentOS Рокки Макгоу. К 12 декабря репозиторий кода Rocky Linux стал самым популярным репозиторием на GitHub.
22 декабря 2020 г. менеджер сообщества Rocky Linux Джордан Писаниелло объявил, что цель релиза первоначального выпуска — где-то между мартом и маем 2021 г.
20 января 2021 г. было объявлено, что тестовый репозиторий будет доступен для общественности к концу февраля, а релиз-кандидат был намечен на конец марта 2021 года. Однако эта дата была немного перенесена, и 30 апреля 2021 года официально вышел первый релиз-кандидат. Второй релиз-кандидат версии 8.4, последний перед стабильным выпуском, был выпущен 4 июня 2021 г. Старший номер версии основан на обозначении RHEL. Rocky Linux — это клон RHEL, который также совместим с двоичными файлами и уже поддерживается многочисленными крупными и финансово сильными спонсорами.  21 июня 2021 года был выпущен стабильный выпуск Rocky Linux 8.4, с кодовым названием «Green Obsidian».
Rocky Linux 9.0 был выпущен 14 июля 2022 года вместе с новой воспроизводимой системой сборки под названием «Peridot», созданной для того, чтобы сообщество могло легко создавать новые форки RHEL, если Rocky Linux когда-либо будет прекращено, и чтобы позволить проекту Rocky Linux делать новые выпуски быстрее. Rocky Linux 9.0 также является первой версией, поддерживающей процессоры PowerPC с прямым порядком байтов и мейнфреймы IBM Z (s390x).

## Релизы
Некоторые образы ISO, выпущенные Rocky Enterprise Software Foundation, не имеют прямых эквивалентов вышестоящего уровня. Они создаются для определенных целей, например, для предоставления живого загрузочного образа или для предоставления установочного носителя уменьшенного размера.
| Версия Rocky Linux | Кодовое имя    | Архитектура                   | Версия RHEL | Ядро            | Rocky Linux    | RHEL дата релиза | Delay (дней) |
| ------------------ | -------------- | ----------------------------- | ----------- | --------------- | -------------- | ---------------- | ------------ |
| 8.4                | Green Obsidian | x86-64, ARM64                 | 8.4         | 4.18.0-305      | 21 июня 2021   | 18 мая 2021      | 34 *         |
| 8.5                | Green Obsidian | x86-64, ARM64                 | 8.5         | 4.18.0-348      | 15 ноября 2021 | 9 ноября 2021    | 6            |
| 8.6                | Green Obsidian | x86-64, ARM64                 | 8.6         | 4.18.0-372.9.1  | 16 мая 2022    | 10 мая 2022      | 6            |
| 8.7                | Green Obsidian | x86-64, ARM64                 | 8.7         | 4.18.0-425.3.1  | 14 ноября 2022 | 9 ноября 2022    | 5            |
| 8.8                | Green Obsidian | x86-64, ARM64                 | 8.8         | 4.18.0-477.10   | 20 мая 2023    | 16 мая 2023      | 4            |
| 8.9                | Green Obsidian | x86-64, ARM64                 | 8.9         | 4.18.0-513.5.1  | 22 ноября 2023 | 14 ноября 2023   | 8            |
| 8.10               | Green Obsidian | x86-64, ARM64                 | 8.10        | 4.18.0-553      | 30 мая 2024    | 22 мая 2024      | 8            |
| 9.0                | Blue Onyx      | x86-64, ARM64, ppc64le, s390x | 9.0         | 5.14.0-70.13.1  | 14 июля 2022   | 17 мая 2022      | 58           |
| 9.1                | Blue Onyx      | x86-64, ARM64, ppc64le, s390x | 9.1         | 5.14.0-162.6.1  | 26 ноября 2022 | 15 ноября 2022   | 11           |
| 9.2                | Blue Onyx      | x86-64, ARM64, ppc64le, s390x | 9.2         | 5.14.0-284.11.1 | 16 мая 2023    | 10 мая 2023      | 6            |
| 9.3                | Blue Onyx      | x86-64, ARM64, ppc64le, s390x | 9.3         | 5.14.0-362.8.1  | 20 ноября 2023 | 7 ноября 2023    | 13           |
| 9.4                | Blue Onyx      | x86-64, ARM64, ppc64le, s390x | 9.4         | 5.14.0-427.13.1 | 9 мая 2024     | 30 апреля 2024   | 9            |
| 9.5                | Blue Onyx      | x86-64, ARM64, ppc64le, s390x | 9.5         | 5.14.0-503.11.1 | 19 ноября 2024 | 12 ноября 2024   | 7            |

## Используемая литература
1. ↑  https://rockylinux.org/news/rocky-linux-8-3-rc1-release/
2. ↑  Rocky Linux 10.0 Available Now — 2025.
3. ↑  Rocky Linux 8.10 Available Now — 2024.
4. ↑  Rocky Linux 9.6 Available Now — 2025.
5. ↑  https://rockylinux.org/news/rocky-linux-9-3-ga-release/
6. 1 2  Abel, Louis. add version code (b39e0955) (англ.). Rocky Linux GitLab Server (24 мая 2021). Дата обращения: 22 июня 2021. Архивировано 28 июня 2021 года.
7. ↑  jorp. Rocky Linux 8.4 Available Now. forums.rockylinux.org (26 мая 2021). Дата обращения: 21 июня 2021. Архивировано 10 января 2022 года.
8. 1 2 3 4 5 6 7 8 9 10 11 12 13  Red Hat Enterprise Linux Release Dates. Red Hat. Дата обращения: 8 ноября 2022. Архивировано 20 января 2022 года.
9. ↑  nazunalika. Rocky Linux 8.5 Available Now. forums.rockylinux.org (15 ноября 2021). Дата обращения: 16 ноября 2021. Архивировано 16 ноября 2021 года.
10. ↑  nazunalika. Rocky Linux 8.6 Available Now. forums.rockylinux.org (16 мая 2022). Дата обращения: 16 мая 2022.
11. ↑  Rocky Linux 8.7 Available Now (14 ноября 2022). Дата обращения: 16 ноября 2022. Архивировано 9 декабря 2022 года.
12. ↑  Rocky Linux 8.8 Available Now (14 ноября 2022). Дата обращения: 16 ноября 2022. Архивировано 19 мая 2023 года.
13. ↑  Rocky Linux 8.9 Available (англ.). Дата обращения: 24 ноября 2023. Архивировано 24 ноября 2023 года.
14. ↑  Rocky Linux 8.10 Available (англ.). Дата обращения: 2 июня 2024. Архивировано 2 августа 2022 года.
15. ↑  Rocky Linux team. Rocky Linux 9.0 Available Now. rockylinux.org (14 июля 2022). Дата обращения: 14 июля 2022. Архивировано 2 августа 2022 года.
16. ↑  Rocky Linux team. Rocky Linux 9.1 Available Now. rockylinux.org (27 ноября 2022). Дата обращения: 27 ноября 2022. Архивировано 27 ноября 2022 года.
17. ↑  Rocky Linux 9.2 Available Now. Дата обращения: 17 мая 2023. Архивировано 17 мая 2023 года.
18. ↑  Rocky Linux 9.3 Available (англ.). Дата обращения: 21 ноября 2023. Архивировано 21 ноября 2023 года.
19. ↑  Rocky Linux 9.4 Available (англ.). Дата обращения: 10 мая 2024. Архивировано 17 мая 2024 года.
20. ↑  Rocky Linux 9.5 Available (англ.).